# Jagdschloss Friedrichsthal (Selbach)

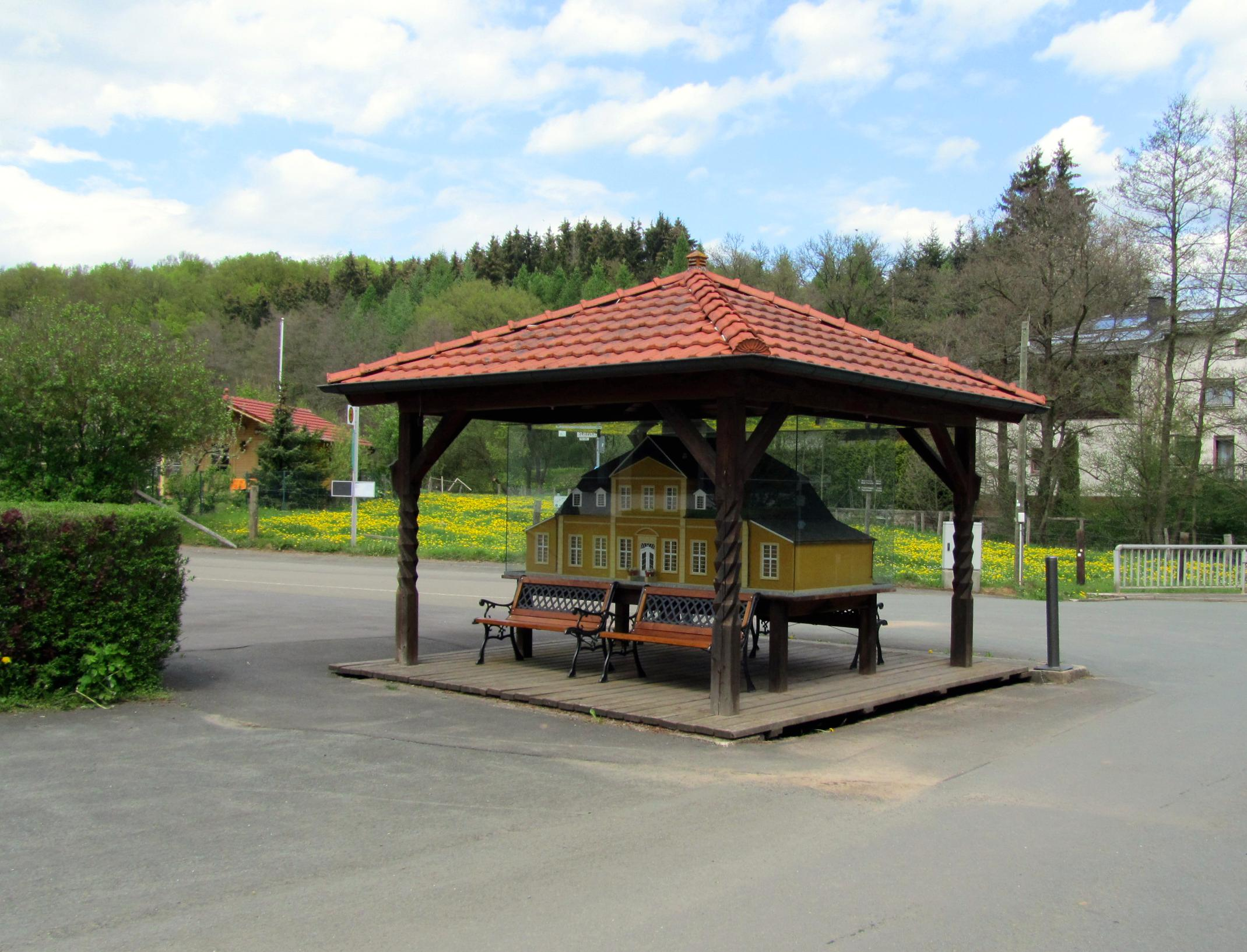
Modell des Hauses am Ederseebahn-Radweg: „Rastplatz Modellschloss“ in Selbach abseits der Route

Das Jagdschloss Friedrichsthal (auch Jagdschloss Selbach genannt) war ein 1701 für den Grafen Friedrich Anton Ulrich von Waldeck und Pyrmont erbautes Jagdschloss in Selbach, einem heutigen Stadtteil von Waldeck in Nordhessen.

## Lage
Das kleine Schloss im Stil des Barock befindet sich 322 m ü. NN an der Kreisstraße 19 südöstlich des kleinen Dorfs Selbach, dem kleinsten Stadtteil von Waldeck. Es liegt etwas nördlich der Einmündung der K 19 in die B 485 zwischen Netze und Sachsenhausen, in einem zum Selbach führenden Bachtal.

## Anlage
Das Gebäude, ein verputzter Fachwerk- und Ziegelbau, liegt am östlichen Rand des bebauten Gutshofgeländes; hinter ihm erstreckt sich nach Ostnordosten der Park. Der zweigeschossige Bau von etwa 20 × 12 m Grundfläche ist in der von Südsüdosten nach Nordnordwesten ausgerichteten Längsachse siebenachsig, wobei ein übergiebelter flacher Mittelrisalit die drei mittleren Achsen, mit dem Eingang in der Mitte, umfasst. Dieser Mittelrisalit hat auf der dem Park zugewandten Nordostseite sein genaues Pendant. Das Obergeschoss ist beiderseits der Mittelrisalite bereits in die Mansardwalmdachkonstruktion einbezogen, wobei die jeweiligen Fensterachsen nach oben durch Lukarnen abgeschlossen werden.

## Geschichte
Im Jahre 1229 wird erstmals eine Wasserburg der Herren von Selebach erwähnt, die wohl in Silbach ein Hofgut des Klosters Werbe zu Lehen hielten. Spätestens ab 1380 hatten auch die Grafen von Waldeck einen Hof in Selbach, der zumeist ebenfalls zu Lehen an Gefolgsleute vergeben war. Mit der Aufhebung der beiden Klöster Werbe und Marienthal im 16. Jahrhundert kam auch deren Besitz in Selbach an die Grafen.
Im Jahre 1701 ließ sich Graf Friedrich Anton Ulrich, Sohn des regierenden Grafen Christian Ludwig von Waldeck, an der Stelle der alten Wasserburg ein Jagdschloss erbauen, das er nach sich selbst Friedrichsthal nannte. Die alte Burg, soweit sie oder ihre Reste noch bestanden, wurde abgebrochen. Das Jagdschloss befand sich unmittelbar nördlich des Netzer Tiergartens, einem umfriedeten Wald- und Wiesengebiet, das dem gräflichen Haus als Jagdgehege diente.
Anfang des 19. Jahrhunderts wurde das gräfliche Gut in eine Domäne umgewandelt, und das kleine Schloss wurde zum Gutshaus der Domäne Selbach. 1922 wurde die Domäne aufgeteilt und neu besiedelt; damit entstand das kleine Dorf, wie es sich noch heute zeigt. Das einstige Jagdschloss kam in Privatbesitz und wurde weiterhin als Gutshaus eines landwirtschaftlichen Betriebs und in den vergangenen Jahrzehnten auch als Ferienhof genutzt. Seit 2008 hat es neue Besitzer, die es aufwendig sanieren und renovieren lassen.
Koordinaten: 51° 14′ 36″ N, 9° 3′ 41″ O